# Ungleiche Söhne

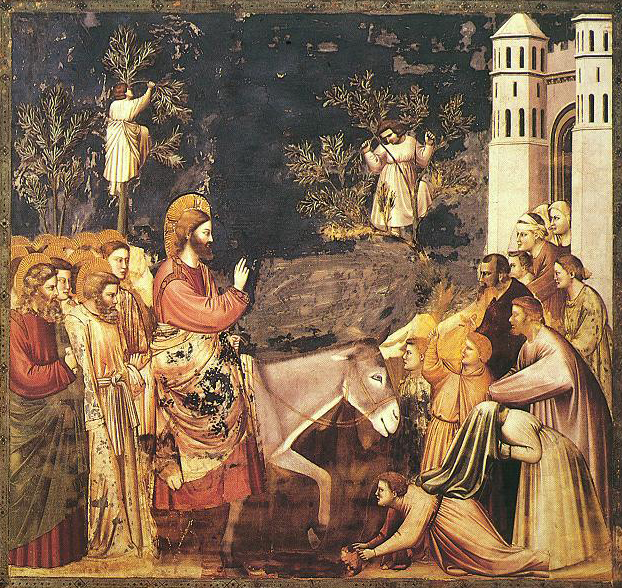
Einzug nach Jerusalem auf einer Eselin

Das dem matthäischen Sondergut zuzurechnende Gleichnis von den ungleichen Söhnen wird im Matthäus-Evangelium, Kapitel 21,28–32  erzählt.

## Vorgeschichte
Jesus war über Betfage auf einer Eselin reitend (Sach 9,9 ) mit seinen Jüngern nach Jerusalem eingezogen (Mt 21,1–10 ). Er vertrieb Geldwechsler und Händler aus dem Tempelbezirk. Danach kamen Lahme und Kranke zu ihm in den Tempelvorhof, die er heilte; Kinder gesellten sich singend dazu (Mt 21,12–16 ). Am Abend zog er sich nach Bethanien zurück. Am nächsten Tag verfluchte er den Feigenbaum, der alsbald verdorrte (Mt 21,18–22 ). Hohepriesterliche Pharisäer und Älteste stellten ihm die Vollmachtfrage nach seinem Tun. Er beantwortete die Frage nicht, sondern stellte eine Gegenfrage, die wiederum nicht beantwortet wird (Mt 21,23–27 ).

## Das Gleichnis
Das Gleichnis wird mit der offenen Frage: „Was meint ihr?“, eingeleitet. Nun erzählte Jesus ein Gleichnis. Ein Mann hatte zwei Kinder. Er bittet beide, im Weinberg zu arbeiten. Der erste Junge will nicht, später reute es ihn und er ging doch noch in den Weinberg. Er sagt zum zweiten Sohn dasselbe. Dieser bejaht einigermaßen ehrfurchtsvoll die Frage des Vaters, geht aber nicht. Beide Verhaltensweisen kannten die anwesenden Hörer. Jesus fragt nun die anwesenden Priester und Ältesten, welcher von beiden Kindern den Willen des Vaters erfüllt habe. Alle Zuhörer antworten gleich – der Erste, der Neinsager, der später bereut und den Willen des Vaters tut.

## Deutungen
Jesus bedient sich einer für arme Familien typischen Situation: Kinder müssen sehr früh, manchmal ab dem 6. Lebensjahr zum Unterhalt beitragen. Die Kinder sollen in einem Weinberg arbeiten. Der Vater im Gleichnis tadelt zwar nicht, seine Sympathie und die der Hörer gehört aber dem ersten Kind, das sich zunächst weigert und dann doch arbeitet. In dieser Rolle sieht Jesus jenen Teil der religiösen Oberschicht, die er zu gewinnen sucht, die aber (noch) zu seinen Gegnern zählen. Sie sollen nun endlich dem Beispiel der Zöllner und Prostituierten folgen und der Gerechtigkeit trauen, deren Befolgung zum Königtum Gottes führt.